# Ciornobai, Ucraina
Ciornobai (în ucraineană Чорнобай) este așezarea de tip urban de reședință a raionului Ciornobai din regiunea Cerkasî, Ucraina. În afara localității principale, mai cuprinde și satul Savkivka.
În secolul al XIX-lea, satul făcea parte din volostul Bohoduhivka, uezdul Zolotonoșa.

## Demografie
Componența lingvistică a așezării de tip urban Ciornobai
     Ucraineană (97,66%)
     Rusă (1,91%)
     Alte limbi (0,16%)
Conform recensământului din 2001, majoritatea populației așezării de tip urban Ciornobai era vorbitoare de ucraineană (97,66%), existând în minoritate și vorbitori de rusă (1,91%).